# Leejung
Leejung（中文：伊正，1998年8月9日—），本名（： Lee Lee-jung）中文：李伊正，是韓國舞者。2014年通過韓國知名舞蹈團體Just Jerk的公開招募，成為當年最年輕的團員，也是該團體的第一位女性舞者。2018年退出Just Jerk後，加入YG娛樂所屬的YGX公司相關舞蹈團隊NWX，並以歌手輝人個人出道單曲EASY為起點，展開編舞家的生涯。
2021年帶領團隊YGX參加Mnet電視台的節目《Street Woman Fighter》，以舞者及編舞家的身分一舉成名。同年12月憑藉為歌手Lisa收錄於個人首張單曲專輯《LALISA》的歌曲MONEY所編的的舞蹈，榮獲2021年Mnet亞洲音樂大獎最佳編舞獎。

## 經歷

### 1998年至2014年
Leejung於1998年8月9日出生於韓國首爾，她是吳恩永博士從小的至親李相木的女兒，家中還有一位哥哥。Leejung從小開始學習游泳，於小學一年級就發現了自己突出的運動能力，持續與小學高年級的游泳選手們進行訓練了幾年，最後在Leejung認爲自己的實力無法成為運動員後，停止了游泳選手的培訓。Leejung除了運動之外，也喜歡觀看少女時代和Wonder Girls等團體在電視上表演舞蹈，進而在小學三年級時，以Wonder Girls的歌曲Tell Me參加了學校舉辦的才藝表演，她也在此時開始相信自己「為跳舞而生」，並自稱這是她第一次在跳舞時感受到快樂。
然而，Leejung的雙親認為跳舞會影響她的學業，堅持將她送往美國就學，她在美國田納西州的國王學院就讀至中學畢業。在美國留學期間，她的雙親向她提議，如果她成爲學校名列前茅的學生，他們將允許她利用暑假的時間回到韓國學習舞蹈課程。同年，Leejung獲得全校排名第一的成績，在16歲時回到韓國接受兩個月的舞蹈課程，這是她第一次正式學習舞蹈藝術。原本計劃在課程結束後繼續完成在美國的規劃，但Leejung改變了想法，向她的雙親表示此時前往美國會讓她感到痛苦，最後雙親給她一年的時間挑戰舞蹈的夢想，如果無法取得成果的話，便要回到美國完成學業。在選擇留在韓國後，她於2014年通過韓國知名舞蹈團體Just Jerk第一期公開招募，成為當年最年輕的團員，也是該團體的第一位女性舞者。

### 2015年至今
Leejung作爲Just Jerk成員的期間，她參加了許多舞蹈比賽，並擔任團體在海外活動時的英文翻譯。2016年參加《Feedback 2 Show》獲得第一個冠軍。同年，Just Jerk在美國加州聖地亞哥舉行的《Body Rock 2016》比賽中獲得了第一名，他們是韓國史上第一個獲得這項賽事冠軍的選手。他們獲得冠軍的舞蹈影片在YouTube上點閱率迅速突破百萬，他們的表演也透過口碑陸續傳到國外。這段影片也引起了《美國達人秀》節目製作組的關注，Just Jerk收到了節目製作組的電話，邀請他們出演定於2017年播出的第12部劇集。Just Jerk在節目的八強賽中雖然遭到淘汰，但穿著具有韓國意象的服飾所表演的舞台，再次受到國際的矚目，因而受邀出演2017年在韓國首爾舉行的亞洲明星盛典，及2018年在韓國平昌舉辦的2018年冬季奧林匹克運動會開幕式。
2018年，Leejung為了追求獨立選擇退出Just Jerk，加入YG娛樂所屬的YGX公司相關舞蹈團隊NWX，正式展開編舞家的職業生活。作爲編舞家的第一部作品是MAMAMOO成員輝人的個人出道單曲EASY，與Just Jerk第二期成員郭允英共同編舞。在2019年參與TWICE第七張韓語迷你專輯《FANCY YOU》的主打歌〈FANCY〉編舞後，編舞事業開始有所發展。她在2020年為ITZY的歌曲〈WANNABE〉所編的「肩膀舞」為她最著名的作品，其中亮點的是靈活運用肩膀部分的動作。她的編舞對象包含歌手宣美、全昭彌、偶像團體TWICE、ITZY、(G)I-DLE等，還被各自所屬公司聘請擔任TWICE的娜璉和Momo、BLACKPINK的Rosé、全昭彌等人的舞蹈教練。
2021年接到Mnet電視台節目製作組的聯繫，邀請出演節目《Street Woman Fighter》，因為她沒有自己的團隊，便透過YGX公司組成五人團隊參加節目競賽。在歷經各式編舞任務挑戰後，最終帶領團隊取得第五名的成績，也因為節目在韓國備受關注，連帶Leejung知名度顯著地提升，獲得許多廣告拍攝邀約。接著，Leejung與其他參與《Street Woman Fighter》的隊長們，受邀擔任Mnet電視台趁勢推出的少女版舞蹈生存節目《Street Dance Girls Fighter》的節目導師及評審，其所帶領隊伍「Turns」最終獲得節目的第一名。同年年底，憑藉為歌手Lisa收錄於個人首張單曲專輯《LALISA》的歌曲MONEY所編的的舞蹈，榮獲2021年Mnet亞洲音樂大獎最佳編舞獎。
2022年開始挑戰不同類型的綜藝節目，有和《Street Woman Fighter》的隊長們一同體驗鄉村生活的節目《不會傷害你 X SWF》，還有與父親的舊識吳恩永博士、藝人李昇基、韓佳人、盧弘喆等主持群，一起解決年輕人煩惱的談話性節目《Circle House》。亦出演許多與舞蹈本業相關的綜藝節目，擔任Mnet電視台節目《Be Mbitious》的評審，以及《Anybody Can Dance》 的導師。還有出演由JTBC電視台製作的實境節目，與韓國知名舞者Aiki、Lia Kim等人一起飛往美國街頭表演舞蹈的《Fly to the Dance》。

## 綜藝節目
| 日期        | 電視台       | 節目                              | 備注              |
| ----------- | ------------ | --------------------------------- | ----------------- |
| 2017年      | 國家廣播公司 | 《美國達人秀》                    | 參賽者(Just Jerk) |
| 2021年      | Mnet         | 《Street Woman Fighter》          | 參賽者(YGX)       |
| 2021-2022年 | Mnet         | 《Street Dance Girls Fighter》    | 導師、評審        |
| 2022年      | tvN          | 《不會傷害你 X SWF》              | 節目成員          |
| 2022年      | SBS          | 《Circle House》                  | 節目成員          |
| 2022年      | Mnet         | 《Be Mbitious》                   | 評審              |
| 2022年      | Mnet         | 《Anybody Can Dance》             | 導師              |
| 2022年      | JTBC         | 《Fly to the Dance》              | 節目成員          |
| 2023年      | ENA          | 《惠薇李叡采派》                  | 節目成員          |
| 2024年      | 4月18日－    | 《I-LAND 2：N/a》                 | 表演總監          |
| 2025年      | Mnet         | 《World of Street Woman Fighter》 | 参赛者(Bums up)   |

## 大型獎項
| 年分   | 頒獎典禮 | 獎項   | 作品      | 結果 | 備註     |
| ------ | -------- | ------ | --------- | ---- | -------- |
| 2021年 | MAMA大獎 | 編舞獎 | 〈MONEY〉 | 獲獎 | Lisa演唱 |

## 外部連結
- Leejung的Instagram帳戶
- Leejung的TikTok